# Gesundheitssystem der VR China

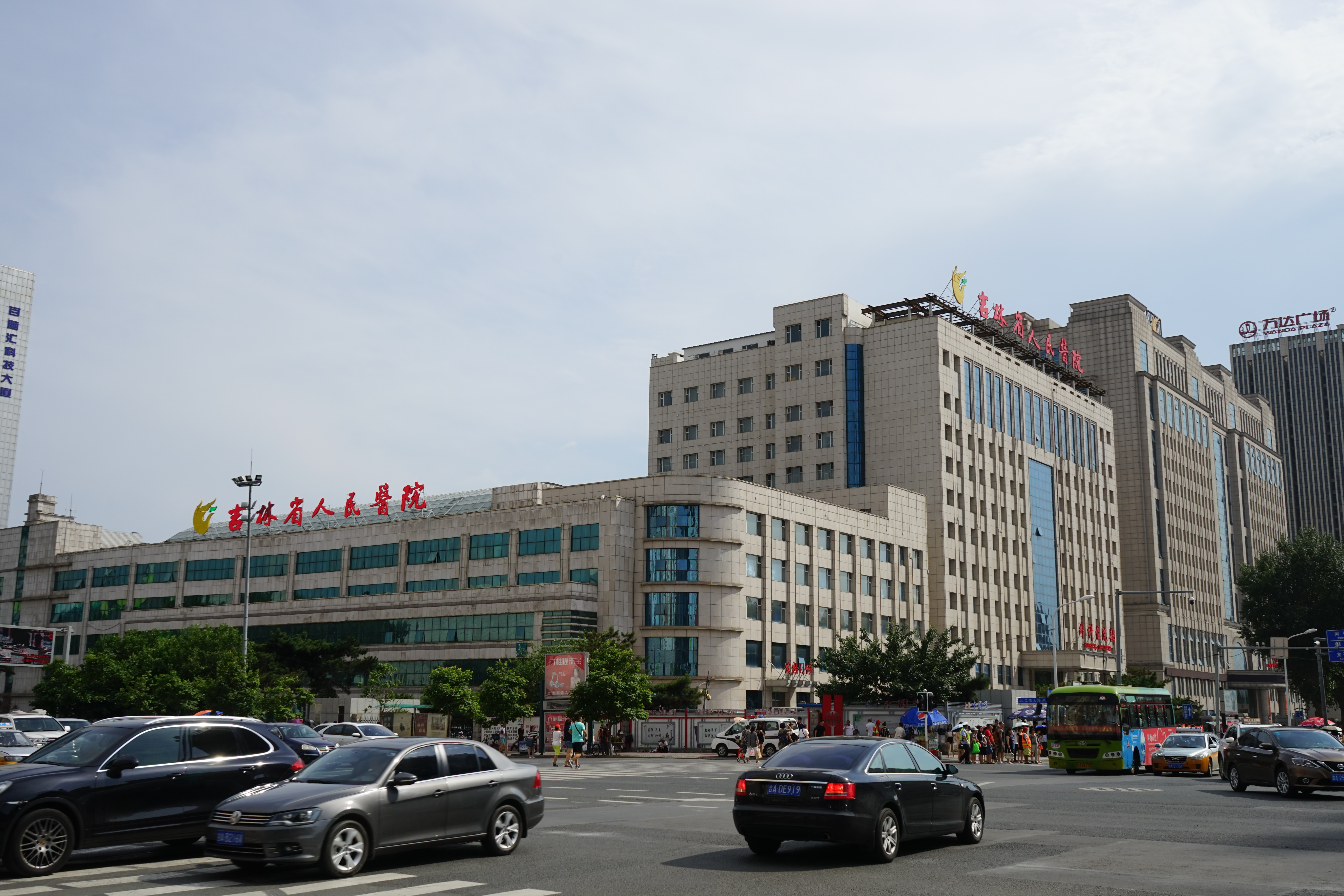
Volkskrankenhaus Jinin, Provinz Jilin (2017)

Das chinesische Gesundheitssystem umfasst öffentliche Krankenhäuser, Krankenhäuser unter gemeinnütziger Trägerschaft, primäre Gesundheitseinrichtungen und Facheinrichtungen. Nachdem die VR China in den 1970er Jahren eine bezüglich der Patienten-Ärzte-Relation relativ vorbildliche (jedoch nicht evidenzbasierten Standards entsprechende) Gesundheitsversorgung hatte, die vor allem für die Barfußärzte bekannt war, hatten gegen Ende der 1990er Jahre aufgrund der Reformen nur noch ungefähr 5 % der ländlichen Bevölkerung Zugang zum Gesundheitswesen. Diese Fehlentwicklung soll nun bis zum Jahr 2020 behoben werden und die gesamte Bevölkerung Zugang zu einer rudimentären Gesundheitsversorgung erhalten. Am 28. Dezember 2019 wurde ein Gesetz zur grundlegenden Gesundheitsversorgung und Förderung der Gesundheit vom Ständigen Ausschuss des Nationalen Volkskongress verabschiedet. Die COVID-19-Pandemie, die in der chinesischen Stadt Wuhan ausgebrochen war, zeigt wie dringlich Reformen im Gesundheitssektor sind.

## Statistische Angaben
Im Jahr 2016 wurde von der Kommunistischen Partei Chinas und vom Staatsrat der Plan Healthy China 2030 veröffentlicht. Nach diesem Plan wird die Lebenserwartung für das Jahr 2015 auf 76,34 Jahre beziffert; sie soll bis zum Jahr 2030 auf 79 Lebensjahre steigen. Die Säuglingssterblichkeit fiel auf 0,81 % pro 100.000 Lebendgeburten bis zum Jahr 2015 und soll auf 0,5 % bis zum Jahr 2030 gesenkt werden. Diese Indikatoren zeigen – so der Plan Healthy China 2030, dass China kein Entwicklungsland mehr sei; bis zum Jahr 2020 will die VR China bei den Indikatoren zu Ländern mittleren und höheren Einkommen aufschließen. Hinderlich an diesem Ziel sind Wohlstandskrankheiten, die drastisch zugenommen haben.

## Organisation

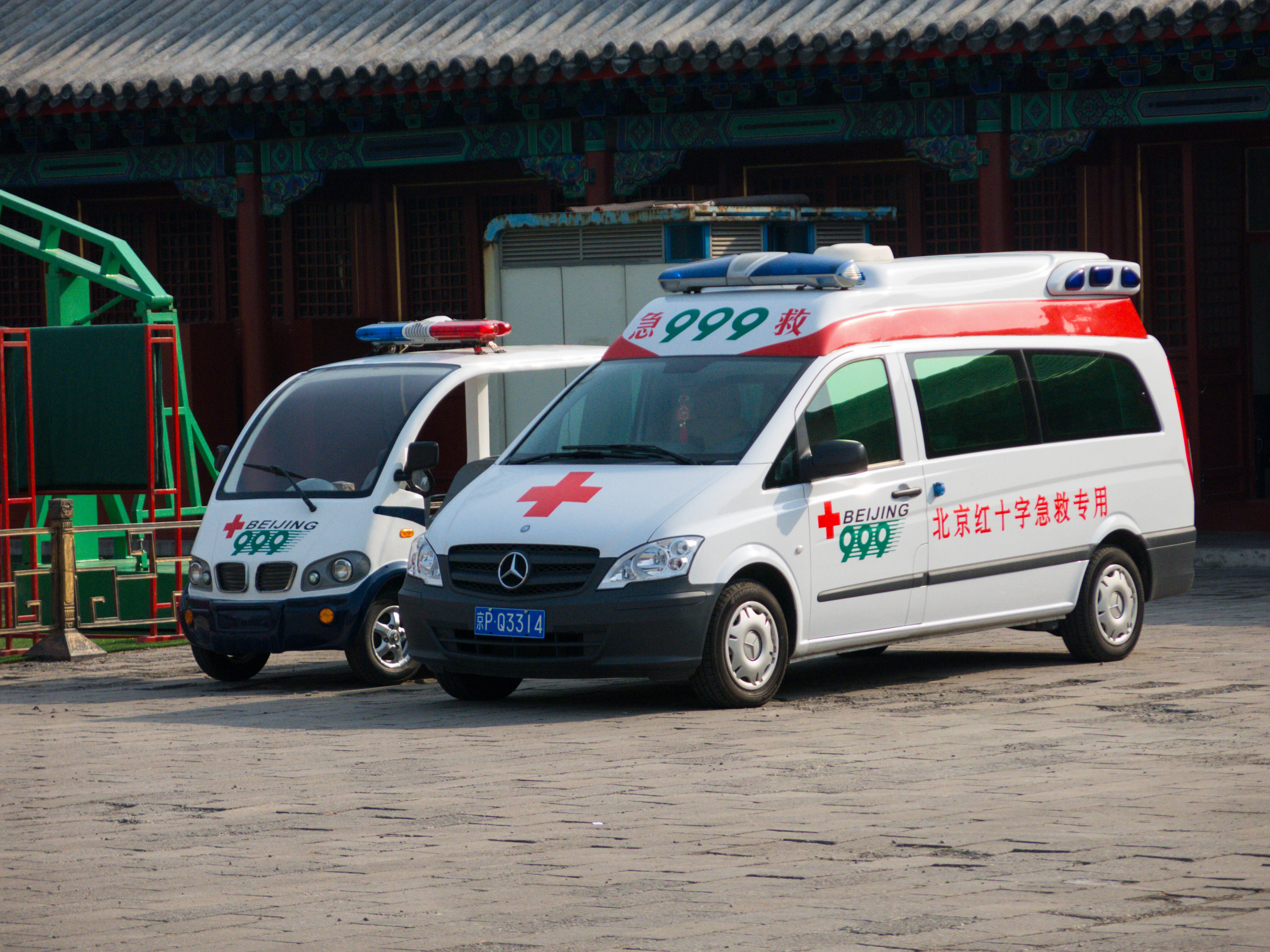
Krankentransportfahrzeuge in Peking (2013)

Auf nationaler Ebene war bis März 2018 die Staatliche Kommission für Gesundheit und Familienplanung für das Gesundheitswesen zuständig, welche unter dem Staatsrat angesiedelt war und als Ministerium galt. Mit der Reform der Staatsorgane im März 2018 wurde die Zuständigkeit für die Gesundheitsversorgung auf die Nationale Gesundheitskommission (chinesisch 国家卫生健康委员会, Pinyin Guójiā wèishēng jiànkāng wěiyuánhuì) übertragen, die ebenfalls unter dem Staatsrat als Ministerium angesiedelt ist. Darüber hinaus existiert nun ein Nationales Amt für medizinische Versorgung (chinesisch 国家医疗保障局, Pinyin Guójiā yīliáo bǎozhàng jú), welches direkt unter dem Staatsrat steht.
In der VR China werden 90 % der Krankenbehandlungen in Krankenhäusern durchgeführt, so dass es fast keine freien Ärzte gibt, d. h. für jede kleine Erkrankung wird das Krankenhaus aufgesucht. 2016 existierten landesweit rund 29.140 Krankenhäuser, etwa 4.000 Kliniken für traditionelle chinesische Medizin, 36.795 Krankenstationen, 34.327 örtliche Gesundheitsstationen und 216.187 Ambulanzen. Insgesamt verfügte die Volksrepublik China 2016 über 7 Millionen Krankenhausbetten.
Die chinesischen Krankenhäuser werden in drei Klassen unterteilt. Die Krankenhäuser der Versorgungsstufe eins finden sich in Städten und Kommunen mit einfacher Ausstattung und besitzen bis zu 100 Betten. Sie bieten eine Grundversorgung. Krankenhäuser der Versorgungsstufe zwei liegen auf überregionaler Ebene. Diese Krankenhäuser sind dafür ausgestattet, anspruchsvolle Operationen durchzuführen. Sie verfügen über 100 bis 500 Betten. Krankenhäuser der Versorgungsstufe drei liegen in Großstädten. Sie sind hervorragend ausgestattet – häufig mit internationalen Geräten – und bieten für mehr als 500 Patienten Platz.

## Finanzierung
Von 1978 bis 2015 hat sich der prozentuelle Anteil der gesamten staatlichen Ausgaben bei den Gesundheitsausgaben von 3 % auf circa 6 % verdoppelt. Im Jahr 2017 zahlte der Staat 4.097,465 Milliarden Renminbi in das Gesundheitssystem.
Gesundheitsdienstleister erhalten in China Zahlungen aus drei Quellen: Verkauf von Medikamenten, private Zahlungen von Patienten, Krankenversicherungszahlungen und direkte staatliche Finanzierung.

### Diagnosebezogene Fallgruppen
Seit Beginn dieses Jahrhunderts experimentiert die VR China mit einem System Diagnosebezogener Fallgruppen. In Beijing wird seit dem Jahr 2008 mit dem DRG-System experimentiert. Die Einführung von DRG-Systemen hat zur Folge, dass die finanziell sinnvollste Kategorisierung im Vordergrund der medizinischen Behandlung steht. In einer Mitteilung vom 10. Januar 2017 ist festgelegt, dass landesweit 100 Krankheiten über das DRG-System abzurechnen sind und in Zukunft 320 Krankheiten über DRGs abgerechnet werden sollen. Außerdem werden für die einzelnen DRGs Preisobergrenzen festgelegt.
Für die Entwicklung eines ausgereiften DRG-Systems chinesischer Prägung fehlt es bisher an Datenbanken über Patienteninformation auf nationaler Ebene, die beispielsweise über Geschlecht, Alter und Grad der körperlichen Beeinträchtigung des Patienten Auskunft geben. Ferner fehlen Informationssysteme über die Diagnose, Komplikationen, Operationen und deren Dauer sowie der Dauer des Krankenhausaufenthalts etc.
Bei der Einführung eines landesweiten DRG-Systems soll auf deutsche Erfahrungen zurückgegriffen werden.

## Bezahlung der Krankenhausärzte
Das Gehalt von chinesischen Ärzten besteht aus einem Grundgehalt, Boni und weiteren Vergünstigungen. Das Grundgehalt setzt sich aus Positionsgehalt, Alterszuschlag, Leistungszuschlag und staatlichem Zuschuss zusammen. Die letztgenannten Zuschläge werden von der Staatlichen Kommission für Gesundheit und Familienplanung, dem Finanzministerium und dem Büro der Arbeitsbehörden festgelegt. Eine nationale Gehaltsumfrage von der Staatlichen Kommission für Gesundheit und Familienplanung in städtischen Krankenhäusern der zweiten und dritten Stufe durchgeführt wurde, zeigt, dass das Grundgehalt nur 13–14 % des Gesamtgehalts vom medizinischen Personal in öffentlichen Krankenhäusern ausmacht. Auf Leistungen und Zuschüsse entfallen 14 %. Für leistungsbezogene Löhne und Gehälter sowie Boni, die an Krankenhausleistungen gekoppelt werden, sind es sogar 74 %. Problematisch ist, dass Krankenhäuser autonom Zusatzzahlungen festlegen, für die es keine nationalen Standards gibt.

### Gewalt gegen Ärzte
Das Gehaltssystem muss reformiert werden, weil es zu Korruption einlädt. Wer viel Geld für eine Behandlung ausgibt, hat einen hohen Erwartungshorizont bezüglich der Behandlungsergebnisse. Werden diese nicht erfüllt, führt dies zu gewalttätigen Auseinandersetzungen zwischen Patienten und medizinischem Personal. In der Agenda Healthy China 2030 wurde die Verbesserung des Gehaltssystems für medizinisches Personal aufgenommen und explizit die Gewalt gegen Ärzte als Problem definiert, welches es zu beheben gilt. Eine Lösung soll ein Gehaltssystem nach internationalen Standards sein.
In dem Gesetz zur grundlegenden Gesundheitsversorgung und Förderung der Gesundheit wird Gewalt gegen Ärzte nochmals explizit unter Strafe gesetzt, aber ob diese rechtlichen Regelungen allein helfen, ist fraglich. Vornehmlich muss das Gesundheitssystem selbst und die Kommunikation zwischen Patienten sowie Ärzten verbessert werden.
Am 26. Januar 2021 wurde der Kardiologe Hu Shunyun um 9 Uhr morgens im Volkskrankenhaus des Kreises Jishui von jemandem mit mehreren Messerstichen verletzt. Er starb kurz darauf an den Folgen. Die Nationale Gesundheitskommission hat in diesem Fall auf ihrer Webseite direkt ihr tiefes Mitgefühl ausgedrückt.

### Ärztemangel auf dem Land
Ungeachtet einer Erhöhung der Bezüge zieht es Medizinstudenten, ähnlich wie in westlichen Staaten, nach ihrem Abschluss vor allem in die Großstädte. Im April 2015 verabschiedete die chinesische Regierung ein Gesetz, welches die Einkommen und Renten von Landärzten neu regelt. Zudem trat ein Förderprogramm in Kraft, um dem Ärztemangel in strukturschwachen Regionen entgegenzuwirken. Angeboten werden unter anderem kostenfreie Ausbildungen für medizinische Kräfte in ländlichen Gebieten; Schulabgänger vom Land können zudem gratis ein Medizinstudium absolvieren, wenn sie sich verpflichten, nach dem Abschluss in ihrer lokalen Klinik zu arbeiten.

## Korruption im Gesundheitswesen
Das chinesische Gesundheitssystem ist in vielen Bereichen korrupt. Die Ärzte sind aufgrund ihrer geringen Bezahlung für Bestechung anfällig. Ferner versuchen Pharmazieunternehmen, sich durch Korruption Vorteile zu verschaffen. Dies betrifft auch ausländische Unternehmen.

## Telemedizin
In der Stadt Shenzhen existieren erste Versuche, den Arztbesuch zu digitalisieren. Dazu existieren rote Zellen, vergleichbar mit Telefonzellen, in die der Patient geht, sich per Gesichtserkennung identifizieren lässt und durch eine künstliche Intelligenz zu seinen Beschwerden befragt wird. Es erfolgt eine erste Diagnose, bevor sich ein menschlicher Arzt einschaltet.

## Weiterführende Literatur
- Burns, Lawton Robert / Liu, Gordon G., China’s Healthcare System and Reform, Cambridge University Press, 2017.
- Meng, Qingyue / Yang, Hongwei / Chen, Wen / Sun, Qiang / Liu, Xiaoyun, People’s Republic of China. Health System Review, World Health Organization, 2015.
- Müller, Armin, China’s New Public Health Insurance, Routledge, 2018.
- Reisach, Ulricke (Hrsg.), Das Gesundheitswesen in China. Strukturen, Akteure, Praxistipps, 2017.
- World Bank Group / World Health Organization / Ministry of Finance / National Health and Family Planning Commission / Ministry of Human Resources and Social Security: Deeping Health Reform in China. Building High-Quality and Value-Based Service Delivery. (PDF) 2016, abgerufen am 14. Februar 2019 (englisch).